# Tiksi

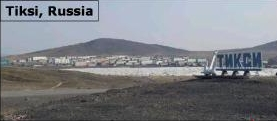
Tiksi

Tiksi (en rus:Тикси) és un possiólok portuari de la República Sakhà, o Iacútia, a Rússia. És una de les poblacions més septentrionals del món. Està situada a la costa de l'oceà Àrtic a l'est del riu Lena. És un dels principals ports per accedir al Mar de Laptev. La navegació sense glaç dura menys de tres mesos l'any. Té un aeroport d'importància federal.
Segons el cens rus de 2018, Tiksi tenia 4.537 habitants, cosa que representa una gran pèrdua de població respecte al cens rus de 1989 (amb 11.649 habitants).
Una expedició polar russa de 1901 1903 es va haver de refugiar en la badia de Tiksi. El port va ser establert el 1933 com a part de la Ruta del Mar del Nord, l'any anterior s'hi va muntar una estació polar i el 1957 un observatori astronòmic. S'hi han fet diversos estudis sobre la tundra àrtica. Prop de Tiksi es troba la reserva natural d'Ust-Lensky.

## Clima
Clima de tundra àrtica: amb mitjana mensual de -32 °C al gener i de +7 °C al juliol i agost